# Лахонці
Лахонці (словен. Lahonci) — поселення в общині Ормож, Подравський регіон‎, Словенія.